# Чашаконджа
Чашаконджа — потухший вулкан, вторая вершина вулканического массива Алней-Чашаконджа на полуострове Камчатка, Россия.
Расположен вулкан примерно в 100 км к западу от вулкана Шивелуч в водоразделе рек Киревна, Белая и Калгауч.
Абсолютная высота — 2526 м. Деятельность данного вулкана относится к концу среднего плейстоцена, сейчас он сильно разрушен и покрыт ледниками.